# Горшков, Аким Васильевич
Аким Васильевич Горшков (1898 — 1980) — председатель колхоза «Большевик» Владимирской области, дважды Герой Социалистического Труда (1951, 1973).

## Биография
Родился 9 (21) сентября 1898 года в деревне Нармучь Гусь-Хрустального района.
Октябрь 1917 года Горшков встретил девятнадцатилетним юношей и включился в борьбу за счастливую жизнь трудового народа. Молодым красноармейцем участвовал в боях на восточном и южном фронтах, работал в органах ВЧК. После демобилизации Аким Горшков возвратился в родную деревню Нармуч и в 1928 году он возглавил сельхозартель.
Председатель колхоза «Большевик» Гусь-Хрустального района Владимирской области с 1928 года.
В 1969 году в колхозе было 14152 га земли, урожайность составила (ц/га): зерновые 24, картофель 256, овощи 375. Надой на корову - 3746 кг.
Член КПСС с 1939 года. Депутат Верховного Совета СССР 6-8 созывов и Верховного Совета РСФСР 2-4 созывов. Делегат Второго и Третьего съездов колхозников, был избран в Союзный Совет колхозов.
Умер 18 января 1980 года в деревне Нечаевская Гусь-Хрустального района.

## Награды
- Дважды Герой Социалистического Труда (26.06.1951, 20.09.1973).
- 3 ордена Ленина (26.06.1951, 20.09.1968, 20.09.1973).
- 2 ордена Трудового Красного Знамени.
- Орден Дружбы народов (20.09.1978).
- Орден Красной Звезды.
- Медаль «За трудовую доблесть».
- Медали ВСХВ и ВДНХ, в т.ч. Большая и Малая золотые, Большая и Малая серебряные, несколько бронзовых.

## Память
Память о Горшкове А. В. хранится в местном музее.
Торжественно отмечалось его 100-летия со дня рождения.
Горшков упоминается в рассказе «Матрёнин двор» Александра Солженицина.